# Todesangst beim Beamen
Todesangst beim Beamen (Originaltitel: Realm Of Fear) ist die zweite Folge der sechsten Staffel der US-amerikanischen Science-Fiction-Fernsehserie Raumschiff Enterprise – Das nächste Jahrhundert. Sie wurde in den Vereinigten Staaten über Syndication vermarktet und erstmals am 28. September 1992 auf verschiedenen Fernsehsendern ausgestrahlt. In Deutschland war sie zum ersten Mal am 18. Mai 1994 in einer synchronisierten Fassung auf Sat.1 zu sehen.

## Handlung
Im Jahr 2369 bei Sternzeit 46041.1 sucht die Enterprise nach dem Forschungsschiff USS Yosemite, zu dem vor einigen Tagen der Kontakt abgebrochen ist. Das Schiff war dabei, einen Plasmastrom zwischen zwei Sternen zu erforschen, und ist dabei in diesen hineingezogen worden. Da kein Kontakt hergestellt werden kann, soll ein Außenteam auf die Yosemite beamen, was aber durch das Plasma sehr erschwert wird. Der Ingenieur Reginald Barclay macht den Vorschlag, die Transporter beider Schiffe zu koppeln. Chefingenieur Geordi La Forge findet diese Idee gut und bittet Barclay, das Außenteam zu begleiten. Barclay leidet aber unter einer Transporter-Phobie und gerät in Panik, als er auf die Yosemite gebeamt werden soll.
Er bespricht sein Problem mit Counselor Deanna Troi, die ihm für den Anfang eine Entspannungstechnik namens Plexing beibringt. Barclay entwickelt prompt einen starken Übereifer, behauptet, sein Problem sei dadurch gelöst, und begibt sich wieder in den Transporterraum. Transporterchief Miles O’Brien zeigt Verständnis für seine Situation, denn er selbst hat eine Spinnenphobie. Barclay nimmt seinen Mut zusammen und lässt sich auf die Yosemite beamen. Von deren Besatzung wird nur die Leiche des Chefingenieurs Kelly gefunden, von allen Anderen fehlt jede Spur. Als das Außenteam schließlich auf die Enterprise zurückkehrt, hat Barclay ein unheimliches Erlebnis: Als er sich im Materiestrom des Transporters befindet, sieht er plötzlich wurmartige Wesen. Eines davon kommt auf ihn zu und berührt ihn am Arm.
Dieses Vorkommnis verstört Barclay. La Forge und O’Brien versichern ihm, dass im Materiestrom keine anderen Wesen existieren können und dass auch keine Fehlfunktion vorliegen kann, da der Transporter dagegen bestens abgesichert ist. Dennoch führen sie eine gründliche Systemdiagnose durch. Währenddessen steigert sich Barclay in die Vorstellung hinein, dass bei ihm eine Transporter-Psychose ausgelöst wurde, die eigentlich schon seit Jahrzehnten nicht mehr auftritt. Diese Vorstellung verfestigt sich, als er nachschlägt, dass zu den Symptomen auch Halluzinationen gehören, und er ein Leuchten an der Stelle seines Arms wahrnimmt, an der ihn der vermeintliche Wurm berührt hatte.
Schiffsärztin Beverly Crusher führt unterdessen eine Autopsie an Kellys Leiche durch. Dabei stellt sie kurzzeitig Aktivität in den Muskeln und im Gehirn fest. Der Grund hierfür ist eine Ionisierung seines ganzen Körpers, verursacht durch elektrische Verbrennungen. Die gleiche Ionisierung findet La Forge an den Resten eines Probenbehälters. Die Besatzung der Yosemite hatte offenbar eine Probe des Plasmas an Bord gebeamt, doch der Behälter explodierte, wobei Kelly getötet wurde.
Barclay findet keine Ruhe und nimmt erneut das Glühen auf seinem Arm wahr. Um zu testen, ob er verrückt ist oder nicht, bittet er O’Brien, ihn noch einmal auf die Yosemite und gleich wieder zurück zu beamen. Erneut sieht er dabei die Würmer. Er ist sich jetzt sicher, dass es sich um ein reales Phänomen handelt, und informiert die Führungsoffiziere. Dr. Crusher stellt bei ihm die gleiche Ionisierung wie bei Kelly fest. Barclay ist überzeugt, dass die Probenentnahme nachgestellt werden muss, um weitere Erkenntnisse über die rätselhaften Vorfälle zu erhalten. Ein Probenbehälter wird vorbereitet und zusätzlich mit einem Kraftfeld umgeben, falls auch er explodieren sollte. Diese Maßnahme erweist sich als richtig, denn erneut kommt es zu einer Explosion. La Forge stellt bioelektrische Energie in dem Plasma fest, die von energetischen Mikroben ausgeht, die in dem Plasmastrom leben. Plötzlich wird Barclay bewusstlos und sein Körper beginnt zu leuchten. Dr. Crusher findet heraus, dass während des Beamens einige Mikroben in seinen Blutkreislauf gelangt sind.
Da die Mikroben jetzt bekannt sind, glauben La Forge und O’Brien, dass sie mit Hilfe des Transporters auch wieder aus Barclays Körper entfernt werden können. Als die Prozedur durchgeführt wird, sieht Barclay im Materiestrom erneut einen Wurm. Kurz entschlossen greift er danach und materialisiert daraufhin im Transporterraum zusammen mit einem der verschwundenen Besatzungsmitglieder der Yosemite. Der Mann bestätigt Barclays Vermutung, dass die Besatzung der Yosemite ebenfalls vorhatte, sich von den Mikroben in ihren Körpern zu befreien, doch durch eine fehlerhafte Einstellung blieben sie im Transporterstrahl gefangen. Mit dieser Erkenntnis können nun auch die restlichen Vermissten gerettet werden.
Barclay ist erleichtert, dass jetzt alles aufgeklärt ist und er nicht verrückt ist. In der Bar „Zehn Vorne“ trifft er sich mit O’Brien, der ihm sein Haustier vorstellt: Eine Tarantel, die ihm dabei geholfen hat, seine Spinnenphobie zu überwinden.

## Verbindungen zu anderen Star-Trek-Produktionen
Einige Elemente aus dieser Folge wurden in späteren Star-Trek-Produktionen wieder aufgegriffen:
- Die Entspannungstechnik Plexing ist noch einmal in Folge 6.25 (Gefangen in einem temporären Fragment) von Raumschiff Enterprise – Das nächste Jahrhundert aus dem Jahr 1993 zu sehen.
- Barclay hat hier eine für ihn unangenehme Begegnung mit O’Briens Spinne. In Folge 7.19 (Genesis) von Raumschiff Enterprise – Das nächste Jahrhundert aus dem Jahr 1994 verwandelt er sich selbst in eine Spinne.
- Dies ist die erste Star-Trek-Folge, in der das Beamen aus der Ich-Perspektive zu sehen ist. In Folge 2.13 (Prototyp) von Star Trek: Raumschiff Voyager aus dem Jahr 1996 ist dies noch einmal der Fall.
- In Folge 6.10 (Das Pfadfinder-Projekt) von Star Trek: Raumschiff Voyager aus dem Jahr 1999 ist Barclays Krankenakte zu sehen, in der seine Transporter-Phobie vermerkt ist.

Transporterchief Miles O’Brien wird in dieser Folge endgültig zum Unteroffizier im Rang eines Chief Petty Officer. Zuvor war sein Dienstgrad nicht eindeutig definiert gewesen. In früheren Folgen wurde er mehrfach als Lieutenant angeredet und trug die Rangabzeichen eines Fähnrichs, eines Lieutenants oder gar kein Rangabzeichen. Bereits in Folge 4.02 (Familienbegegnung) gab er seinen Dienstgrad selbst mit Chief Petty Officer an. Er trug aber weiterhin das Abzeichen eines Lieutenants. Erst in Todesangst beim Beamen erhielt er auch das Rangabzeichen eines Unteroffiziers. Dies wurde notwendig, weil Barclay, der selbst nur den Rang eines Lieutenant junior Grade besitzt, ihm in dieser Folge einen Befehl erteilt.

## Produktion

### Drehbuch
Brannon Braga wurde durch seine eigene Flugangst zu dieser Folge inspiriert. Die Geschichte ist eine Hommage an die Folge 5.03 (Porträt eines ängstlichen Mannes, englisch: Nightmare at 20,000 Feet) der Mystery-Serie Twilight Zone aus dem Jahr 1963, in der ein Patient einer Nervenheilanstalt (gespielt von William Shatner) kurz nach seiner Entlassung einen Flug antritt. Dabei bemerkt er ein Monster auf der Tragfläche, doch die anderen Passagiere glauben ihm nicht.

### Modelle und Effekte
Die Yosemite ist ein Raumschiff der Oberth-Klasse. Das Modell für diese Schiffsklasse wurde für den Spielfilm Star Trek III: Auf der Suche nach Mr. Spock angefertigt. Es war dort als USS Grissom zu sehen und wurde in Raumschiff Enterprise – Das nächste Jahrhundert und Star Trek: Deep Space Nine für die Darstellung mehrerer weiterer Schiffe der Oberth-Klasse wiederverwendet.
Für die Wesen im Materiestrom des Transporters wurden Handpuppen verwendet, die von Dan Curry entworfen und von Carey Howe gefertigt wurden. Curry steuerte die Puppen auch, wobei er einen grünen Ganzkörperanzug trug.

## Rezeption
Keith DeCandido bewertete Todesangst beim Beamen 2012 auf tor.com als eine durchschnittliche Folge von Raumschiff Enterprise – Das nächste Jahrhundert. Ihm gefiel das Zusammenspiel von Barclay und O’Brien. Weiterhin fand er, dass der starke Gebrauch von Technobabble in dieser Folge tatsächlich sinnvoll ist, da hier die fiktive Technologie des Transporters im Mittelpunkt steht. Letztendlich fiel DeCandido jedoch nichts an der Folge auf, was irgendwie besonders positiv oder negativ in Erinnerung bleibt.